# Lupinus hybridus
Lupinus hybridus är en ärtväxtart som beskrevs av Lem.. Lupinus hybridus ingår i släktet lupiner, och familjen ärtväxter. Inga underarter finns listade i Catalogue of Life.

## Bildgalleri

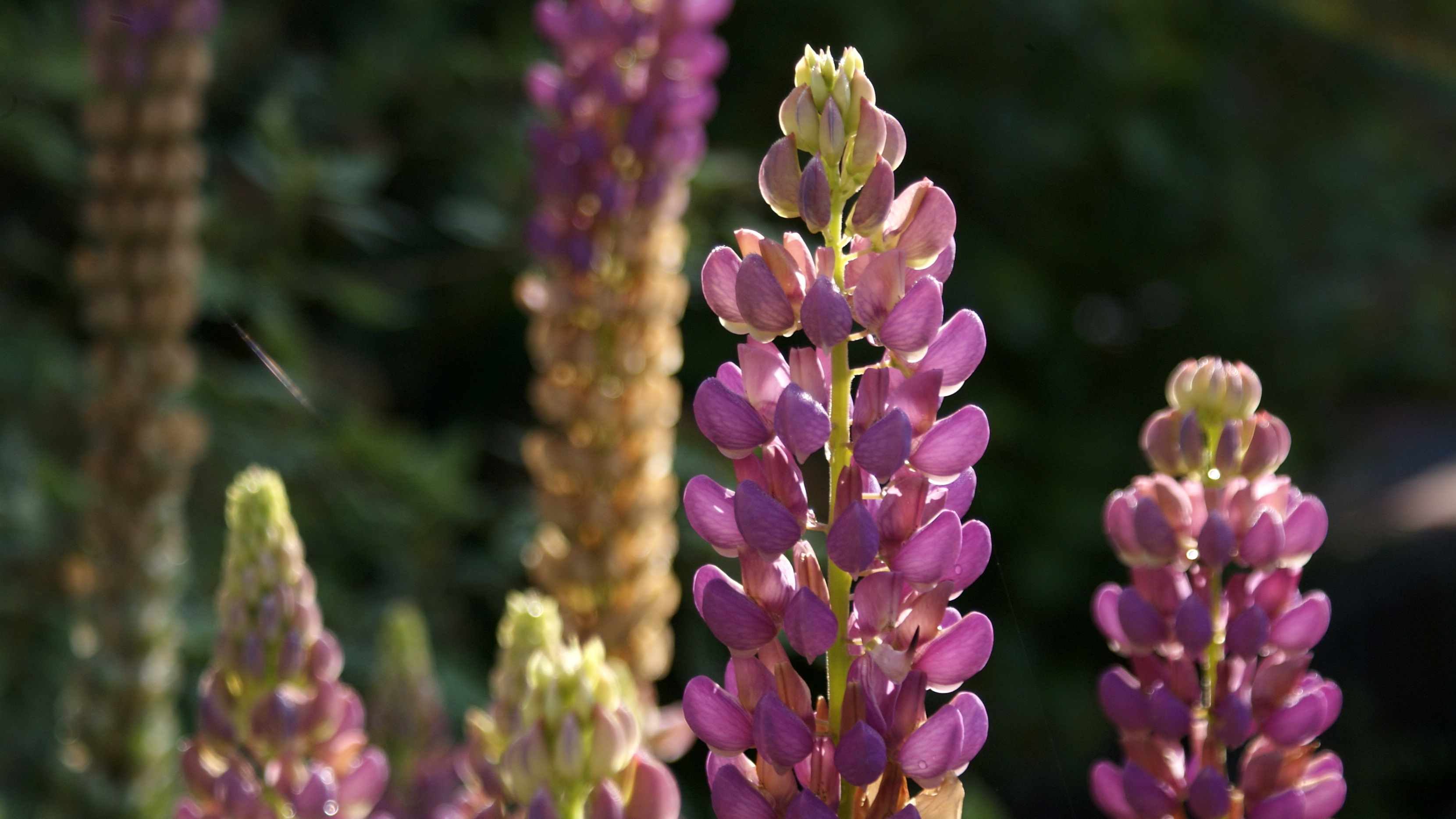